# Stalowa Wola
Stalowa Wola is een stad in het Poolse woiwodschap Subkarpaten, gelegen in het district Stalowa Wola. Het inwonertal bedraagt 63.291 (2014). Stalowa Wola is een van de nieuwste steden van het land. In de jaren 1930 werd met de bouw van de stad begonnen in de bossen rond het dorpje Pławo. De stad werd opgericht om de werknemers van het staalbedrijf Huta Stalowa Wola te huisvesten. Stalowa Wola is ook verbroederd met de Belgische gemeente Evergem.

## Verkeer en vervoer
- Station Stalowa Wola
- Station Stalowa Wola Centrum

## Geboren
- Grzegorz Rosiński (1941), stripauteur
- Artur Partyka (1969), hoogspringer

Stadsdistricten:
Rzeszów · Tarnobrzeg · Przemyśl · Krosno

Districten:
Bieszczady · Brzozów · Dębica · Jarosław · Jasło · Kolbuszowa · Krosno · Łańcut · Lesko · Leżajsk · Lubaczów ·  Mielec · Nisko · Przemyśl · Przeworsk · Ropczyce-Sędziszów · Rzeszów · Sanok · Stalowa Wola · Strzyżów · Tarnobrzeg

Grootste steden:
Dębica · Jarosław · Jasło · Krosno · Mielec · Przemyśl · Rzeszów · Sanok · Stalowa Wola · Tarnobrzeg